# Benzoate de calcium
Le benzoate de calcium de formule chimique Ca(C6H5CO2)2 est le sel calcique de l'acide benzoïque. Il est utilisé notamment comme additif alimentaire sous le numéro E213, en tant que conservateur.